# Neuberg, Hessen
Neuberg är en kommun i Main-Kinzig-Kreis i Regierungsbezirk Darmstadt i förbundslandet Hessen i Tyskland. Kommunen bildades 1 april 1971 genom en sammanslagning av de tidigare kommunerna Ravolzhausen och Rüdigheim.